# Setra S 511 HD
Setra S 511 HD — туристический автобус, выпускаемый немецкой компанией Setra с 2014 года. Пришёл на смену автобусу Setra S411 HD. 

## Описание
Первый автобус Setra S 511 HD сошёл с конвейера летом 2014 года. Представляет собой автобус, близкий по габаритам к Setra S411 HD. Габаритный диаметр разворота составляет 17,5 м, как у ПАЗ-3205.
Передний мост автобуса — RL75EC, задний — Mercedes-Benz RO 440. В моторном отсеке присутствуют три генератора. Ими управляет система управления бортовой электросети с интеллектуальным батарейным датчиком.

## Эксплуатация
| Предприятие         | Количество | Серии      |
| Люксембург          | Люксембург | Люксембург |
| ------------------- | ---------- | ---------- |
| Autocars Meyers     | 1          | AM55       |
| Demy-Schandeler     | 1          | DC1029     |
| Voyages Ecker       | 1          | VE4000     |
| Voyages Emile Weber | 1          | 579        |
| Voyages Sales Lentz | 1          | SL3489     |
| Voyages Unsen       | 1          | VU4055     |